# 82e Luchtlandingsdivisie
De Amerikaanse 82e Luchtlandingsdivisie (Engels: 82nd Airborne Division) is een divisie van de United States Army, het leger van de Verenigde Staten.
De divisie is gestationeerd in Fort Bragg (North Carolina).
De 82e Luchtlandingsdivisie is een elite-eenheid van luchtmobiele infanterie. Deze luchtlandingstroepen bestaan voornamelijk uit parachutisten. Soldaten van de 82e dragen de letters AA op hun schouder, een afkorting van de bijnaam voor de eenheid, All-American, omdat het tijdens de oprichting de eerste divisie was waarbij leden uit alle staten van de VS werden gerekruteerd. Een andere bijnaam voor de divisie is America’s Guard of Honor.
De eenheid heeft deelgenomen aan veel belangrijke operaties, waaronder de landing in Normandië, de Slag om de Ardennen en Operatie Market Garden (de invasie van Nederland) in 1944. Hiervoor heeft de eenheid een aantal onderscheidingen ontvangen, waaronder de Militaire Willems-Orde in Nederland en het Oorlogskruis in België. Een aantal militairen van de eenheid, waaronder Charles Billingslea, zijn met de Militaire Willems-Orde gedecoreerd.

## Geschiedenis
De eenheid werd gevestigd in 1917 als de 82e Divisie. In 1918 werd de eenheid hernoemd tot de 82e Infanteriedivisie en nam deel aan de Eerste Wereldoorlog. 
In 1942 kwam de divisie even onder bevel van majoor-generaal Bradley. Niet veel later, dan onder majoor-generaal Ridgway, werd de divisie de eerste luchtmobiele eenheid van het Amerikaanse leger met de benaming 82nd Airborne Division. 
In juli en september 1943 werd de divisie ingezet bij de invasie van Italië. De eenheid voerde parachutistenaanvallen uit op Sicilië en Salerno. In juni 1944 nam de eenheid deel aan de landing in Normandië met parachutisten en zweefvliegtuig-eenheden (zie Operatie Detroit).
In augustus 1944 nam luitenant-generaal Gavin het bevel over, op tijd voor deelname (in september 1944) aan parachute- en zweefvliegtuiglandingen als deel van Operatie Market Garden, de poging van de geallieerden om door te stoten naar Arnhem. Hierbij had de 82e de Waaloversteek als taak de bruggen bij Grave en Nijmegen en een van de vier bruggen over het Maas-Waalkanaal te veroveren. Tijdens de Slag om de Ardennen in december 1944 en januari 1945 hielp de 82e om het Duitse offensief een halt toe te roepen.
Na de capitulatie van Duitsland nam de divisie deel aan de bezetting van Berlijn. Bij de terugkeer naar de VS in 1946 kreeg de eenheid een ticker-tape parade (feestelijke intocht) in New York.
In 1965 nam de eenheid deel aan een Amerikaanse interventie in de Dominicaanse Republiek. Tijdens de Vietnamoorlog was de eenheid actief van 1968 tot 1969 en nam ze deel aan het Tetoffensief. In 1983 nam de 82e deel aan Amerikaanse invasie van Grenada, en in 1989 voerde de 82e haar eerste parachuteaanval uit sinds de Tweede Wereldoorlog, tijdens Operatie Just Cause, de Amerikaanse invasie van Panama.
In 1990 was de 82e een van de eerste Amerikaanse eenheden in Saoedi-Arabië na de Iraakse invasie van Koeweit en het begin van de Eerste Golfoorlog. Tijdens de Amerikaanse invasie van Afghanistan in 2001 voerde een kleine eenheid van de 82e een parachuteaanval uit in westelijk Afghanistan. De 82e nam deel aan de Tweede Golfoorlog in 2003. In 2005 werd de eenheid teruggetrokken uit Irak.
De 82e heeft ook deelgenomen aan verschillende humanitaire missies en vredesmissies: in Florida, na de verwoesting door orkaan Andrew in 1992; in Kosovo, waar een bataljon van de 82e de eerste NAVO-grondeenheid was die Kosovo ingestuurd werd; en in New Orleans, waar de 82e werd ingezet in 2005 na de overstroming veroorzaakt door orkaan Katrina. De divisie was ook betrokken bij de hulpverlening na de aardbeving op Haïti in 2010.

## Onderscheidingen
1. Presidential Unit Citation (Army) voor Sainte-Mère-Église.
2. Presidential Unit Citation (Army) voor Operation Market Garden.
3. Presidential Unit Citation (Army) voor Chiunzi Pass/Naples/Foggia toegekend aan de volgende eenheden van de 82e Luchtlandingsdivisie: 319th Glider Field Arty Bn,307th Engineer Bn (2nd), 80th Anti-aircraft Bn and Company H, 504 PIR
4. Valorous Unit Citation (Army) voor Operatie Iraqi Freedom (3rd Brigade Combat Team, OIF 1)
5. Meritorious Unit Commendation (Army) voor Zuidwest-Azië.
6. Franse Croix de Guerre met Palm, WO II voor Sainte-Mère-Église.
7. Franse Croix de Guerre met Palm, WO II voor Cotentin.
8. Franse Croix de Guerre, WO II, Nestel
9. Belgische Nestel 1940
10. Genoemd in de Dagorder van het Belgische leger voor acties in de Ardennen
11. Genoemd in de Dagorder van het Belgische leger voor acties in België en Duitsland.
12. Militaire Willems-Orde op 8 oktober 1945[1]
13. Presidential Unit Citation (Army) voor de Slag om Samawah, april 2003, toegekend aan de volgende eenheid van de 82e Luchtlandingsdivisie: 2nd Brigade Combat Team (325th Airborne Infantry Regiment)
14. Presidential Unit Citation (Army) voor Operatie Turkey Bowl, OIF, november 2007, toegekend aan de volgende eenheid van de 82e Luchtlandingsdivisie: 5th Squadron, 73rd Cavalry, 3rd Brigade, 505th PIR
15. Valorous Unit Citation (Army) voor acties tegen een doel in de omgeving Baghdad, wijk Ghazaliya. Toegevoegd aan de 3rd Brigade, 1st Armored Division. Geciteerd in de Department of the Army General Order 2009–10
16. Superior Unit Award (Army) US Army Garrison, Fort Bragg 11 september 2001 – 15 april 2006 Geciteerd in de DAGO 2009–29

## Afbeeldingen

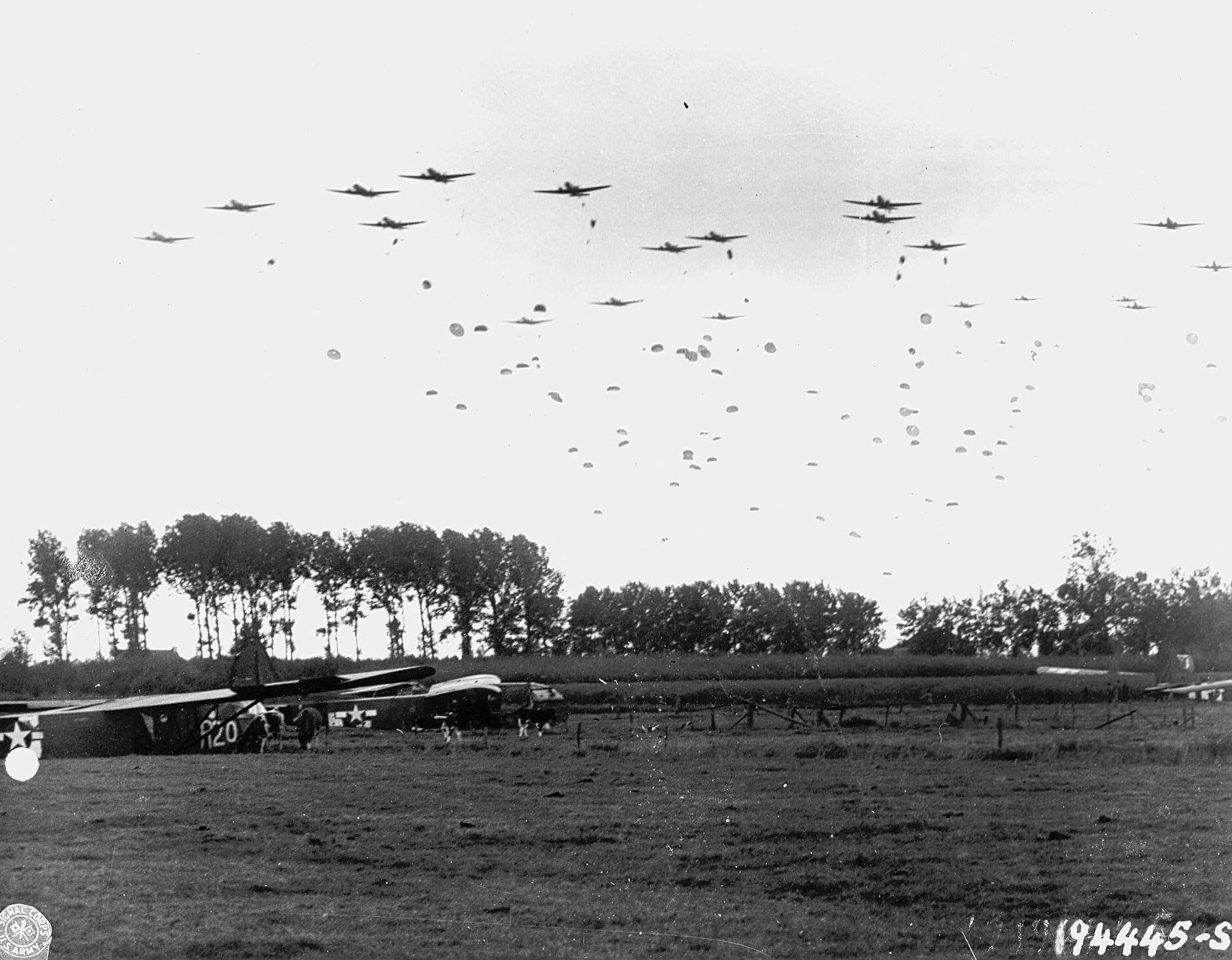
Parachuteaanval van de 82e Luchtlandingsdivisie nabij Grave (Nederland) tijdens Operatie Market Garden in 1944
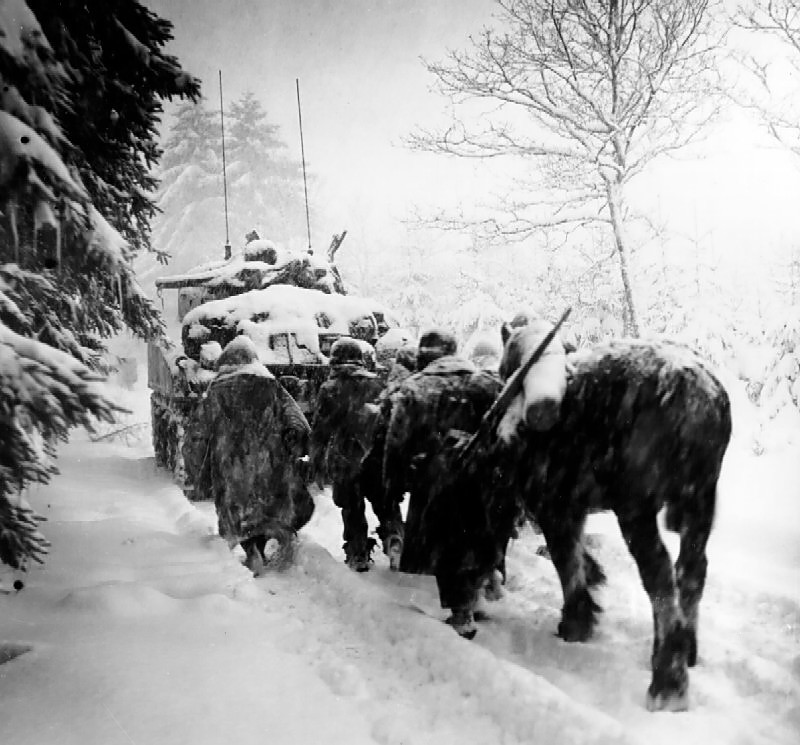
Troepen van de 82e Luchtlandingsdivisie rukken op in de richting van Herresbach (België) tijdens de Slag om de Ardennen (1944/1945)
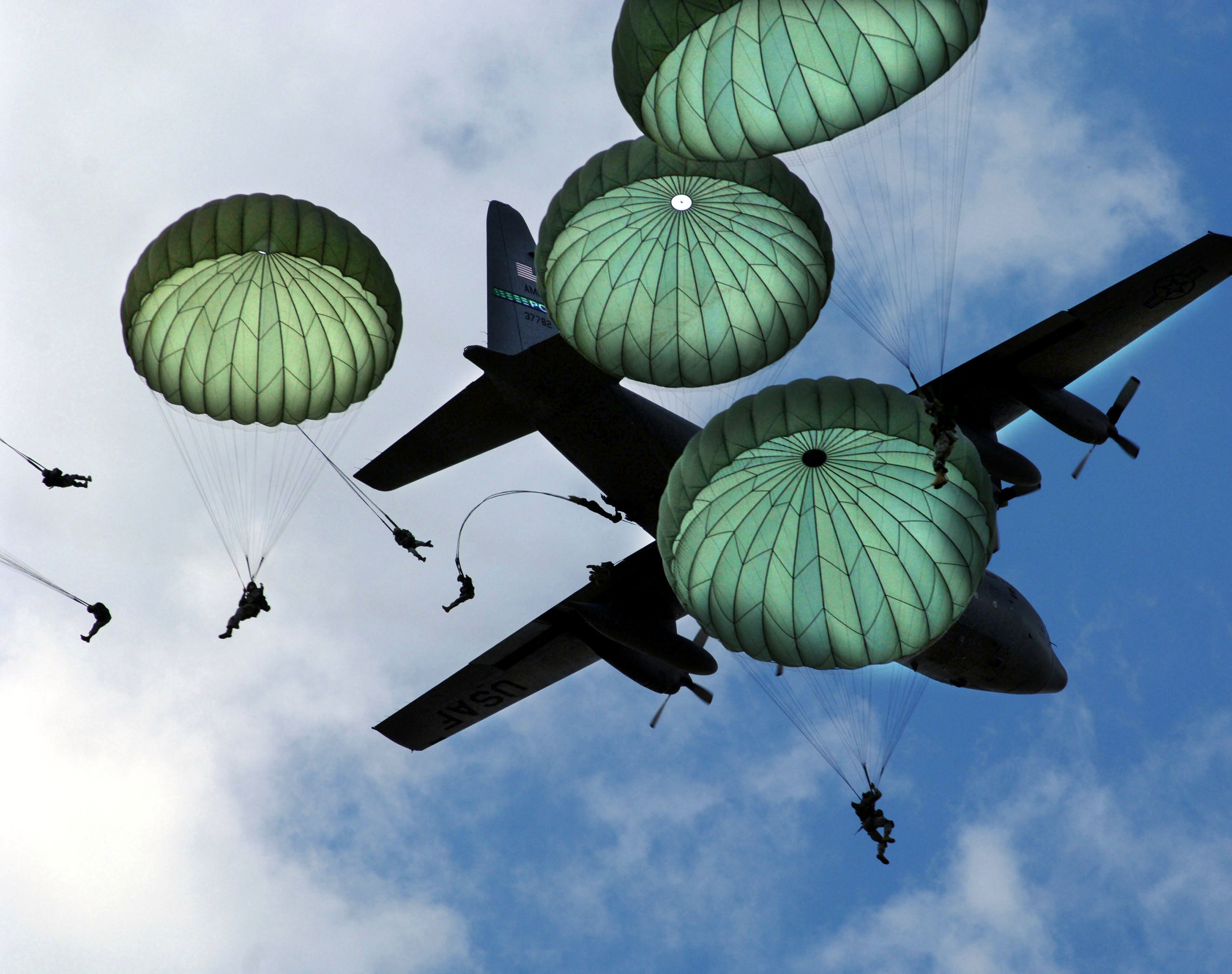
Parachutesprong van de 82e Luchtlandingsdivisie tijdens een demonstratie in 2006